# ایسیدرو نوسال
ایسیدرو نوسال (اسپانیایی: Isidro Nozal‎؛ زادهٔ ۱۸ اکتبر ۱۹۷۷) دوچرخه‌سوار اهل اسپانیا است.
از باشگاه‌هایی که در آن رکاب زده‌است می‌توان به تیم اونسه اشاره کرد.